# فلم صربي (فلم 2010)
فيلم صربي (بالإنجليزية:A Serbian Film) (بالصربية:Српски филм) هو فيلم رعب تم إنتاجه في صربيا وصدر سنة 2010 من بطولة سرديان تودوروفيتش

## القصة
ممثل أفلام إباحية صربي متقاعد يجد نفسه مضطر للعودة بعدما يحتاج المال بشدة فيتقاعد مع أحد المخرجين لكن لسوء حظه يجد أن المخرج يستغله ليقوم بأمور فظيعة ولا تخطر على بال أي أحد.

## جدل
أثارت المشاهد العنيفة واغتصاب الأطفال جدل كبير جدًا، خصوصًا لقطة اغتصاب طفل رضيع ولد للتو.

## روابط خارجية
- فلم صربي على موقع IMDb (الإنجليزية)
- فلم صربي على موقع روتن توميتوز (الإنجليزية)
- فلم صربي على موقع نتفليكس (الإنجليزية)
- فلم صربي على موقع ألو سيني (الفرنسية)
- فلم صربي على موقع Turner Classic Movies (الإنجليزية)
- فلم صربي على موقع أول موفي (الإنجليزية)
- فلم صربي على موقع فيلمافينيتي (الإسبانية)
- فلم صربي على موقع قاعدة بيانات الأفلام السويدية (السويدية)
- فلم صربي على موقع قاعدة بيانات الفيلم (الإنجليزية)
- فلم صربي على موقع ليتربوكسد (الإنجليزية)